# Aleksander Klumberg

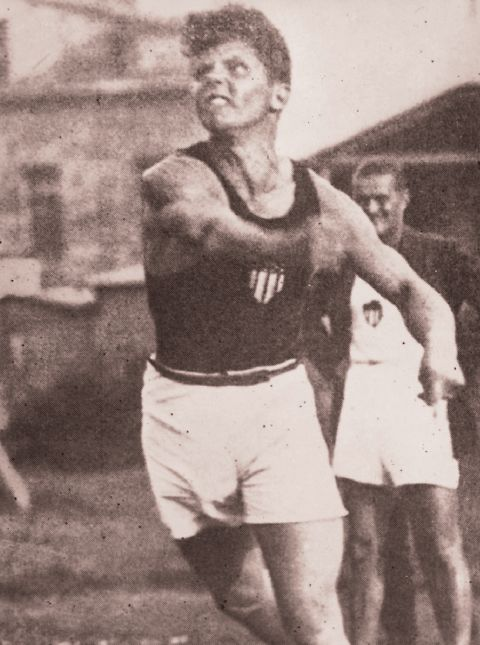
Aleksander Klumberg

Aleksander Klumberg-Kolmpere (* 17. April 1899 in Tallinn; † 10. Februar 1958 ebenda) war ein estnischer Leichtathlet.

## Karriere
Am 16. und 17. September 1922 stellte er in Helsinki den ersten offiziell anerkannten Weltrekord im Zehnkampf auf. Die Punktzahl von 7485,61 ergab sich aus folgenden Einzelleistungen: 12,3 s – 6,59 m – 12,92 m – 1,75 m – 55,0 s – 17,0 s – 39,64 m – 3,40 m – 62,20 m – 5:11,3 min. Seine stärkste Einzeldisziplin im Rahmen des Zehnkampfs war der Speerwurf.
Aleksander Klumberg-Kolmpere nahm 1920 und 1924 an den Olympischen Spielen teil.
- 1920 Speerwurf: Platz 5 mit 62,39 m
- 1920 Fünfkampf: Platz 8
- 1920 Zehnkampf: nach 8 Disziplinen aufgegeben
- 1924 Speerwurf: Platz 17 mit 49,61 m
- 1924 Zehnkampf: Platz 3 mit 7329,360 Punkten (11,6 s – 6,96 m – 12,27 m – 1,75 m – 54,4 s – 17,6 s – 36,79 m – 3,30 m – 57,70 m – 5:16,0 min)

Beim Zehnkampf 1924 in Colombes bei Paris wurde er durch den Sieger Harold Osborn (USA) mit 7710,775 Punkten auch als Weltrekordler abgelöst.
Klumberg-Kolmpere war 1920 und 1922 Weltjahresbester im Zehnkampf und 1922 und 1923 im Speerwurf. Seine Bestleistung im Zehnkampf war sein Weltrekord, seine Bestleistung im Speerwurf stand bei  63,32 m aus dem Jahr 1921. Diese Leistung übertraf er 1935 mit 63,60 m. Er wog als Wettkämpfer 76 kg bei einer Körpergröße von 1,74 m.
Nach seiner Aktivenzeit war Klumberg-Kolmpere als Trainer der polnischen Olympiamannschaft 1928 und 1932 tätig. 1932 gewann der von ihm trainierte Janusz Kusociński Gold im 10.000-Meter-Lauf. Nach der Okkupation Estlands durch die Sowjetunion wurde Klumberg-Kolmpere nach Sibirien verbannt. 1955 kehrte er nach 10 Jahren Zwangsarbeit mit zerrütteter Gesundheit heim nach Estland, wo er 1958 starb.
Die Geschichte des Zehnkampfs in Estland wurde weitergeschrieben durch den Olympiazweiten von 1964 Rein Aun, der für die Sowjetunion antrat, und durch den Olympiasieger von 2000 Erki Nool.